# Porc blanc de l'Ouest
Le porc blanc de l'Ouest est une race porcine française originaire de l'ouest de la France (Normandie, Bretagne et Pays de la Loire). Elle est issue du regroupement des races craonnaises et normandes. Autrefois assez populaire dans sa région d'origine, elle décline fortement dans la seconde moitié du XXe siècle et manque de disparaître, sauvée par le programme de conservation des races locales mené par l'Institut Technique du Porc.
C'est un cochon rustique adapté à l'élevage en plein air, uniformément blanc, qui a de bonnes qualités de croissance et des qualités maternelles correctes. Il est réputé pour avoir une viande idéale pour la fabrication de charcuterie, et notamment de charcuterie cuite comme le jambon de Paris.

## Origine
Le porc blanc de l'Ouest trouve ses origines dans les populations de porcs de type celtique que l'on rencontre sur la façade maritime de la France, de la fin du Moyen Âge jusqu'au milieu du XXe siècle. On distingue alors plusieurs races locales dont les plus connues sont la flamande, la boulonnaise, la race normande, et la race craonnaise. Jusqu'en 1958, on distingue encore la race craonnaise et la race normande, aux standards de race bien définis, qui se rencontrent encore fréquemment dans les élevages de la Mayenne, d'Ille-et-Vilaine ou de la Manche.
La diminution très rapide du nombre de reproducteurs, face au développement d'autres races, comme la large white, ou le piétrain conduit à la fusion des deux races le 15 décembre 1958,  sous le nom de « porc blanc de l'Ouest ». Dix ans plus tard, on tente d'améliorer la prolificité des truies par introduction de sang Veredelte Landschwein, ce qui conduit à la perte d'une grande partie de la race d'origine.
Les quelques éleveurs ayant refusé d'introduire du sang Veredelte dans leurs élevages ont permis de sauver le porc blanc de l'Ouest. En 1982, un programme de conservation de la race est mis en place avec la contribution de l'INRA et de l'IFIP-Institut du porc. Les effectifs restent très faibles, et s'accroissent très peu.

## Description
Le blanc de l'Ouest est un porc de grande taille. Le verrat mesure 1,1 m au garrot pour plus de 400 kg et la truie 1,05 m pour environ 350 kg. Ils mesurent entre 1,7 et 1,9 m de longueur. Son dos est large et droit, sa poitrine profonde, ses côtes légèrement aplaties et sa croupe large. Ses épaules sont effacées et ses membres sont forts et longs. Il a des jarrets droits, une queue longue et des aplombs verticaux. Sa tête, assez courte chez le jeune, s'allonge avec l'âge. Elle a un profil légèrement concave et un front large. Elle porte des oreilles implantées haut, cachant les yeux et se rapprochant au niveau du groin. Sa peau est uniformément blanche légèrement rosée, avec des soies blanches qui forment un épi au niveau des reins.

## Aptitudes
Le blanc de l'Ouest est typiquement un porc de plein air. Il convient mal à un engraissement de type industriel, mais valorise bien une alimentation à base de céréales produites à la ferme, complétée de sous produits laitiers et de fourrages grossiers. Il produit une viande particulièrement savoureuse, avec un gras de très bonne qualité. Elle est très bien adaptée à la production de charcuterie cuite comme le jambon de Paris. Lors des derniers contrôles en station individuelle, ces porcs présentaient de très bonnes performances de croissance et d'indice de consommation (croissance de 778 g par jour et indice de consommation de 3,38), proches de celles des porcs large white à la même époque, avec certes une épaisseur de gras dorsal un peu trop importante (18 mm). Les truies sont relativement précoces, pouvant être saillies à l’âge de 6 mois. Elles sont moyennement prolifiques avec en moyenne 8 à 9 porcelets par portée. Par contre elles sont douces et bonnes laitières. Les porcelets sont lourds à la naissance (environ 2 kg).

## Sélection
Le porc blanc de l'Ouest est inscrit  aux Livres Généalogiques Collectifs des Races Locales de Porcs (LIGERAL). Le programme de sauvegarde mis en place par l'Institut Technique du Porc vise à maintenir la variabilité génétique dans la race, par une gestion stricte des accouplements.

## Diffusion
Depuis le début des années 1970, les effectifs de porc blanc de l'Ouest ont décliné progressivement. Ainsi, on compte près de 600 truies inscrites au livre généalogique en 1971, 169 en 1982, quand le programme de sauvegarde est lancé, et 109 en 2007. Les effectifs sont restés majoritairement à proximité de leur région d'origine. Ainsi, on rencontre en 2007 61 truies et 18 verrats chez 18 éleveurs en Bretagne, 18 truies et 8 verrats chez 7 éleveurs en Normandie, 23 truies et 7 verrats chez 7 éleveurs dans les Pays de la Loire et un très faible contingent d'animaux en dehors de cette zone.